# Мак гибридный
Мак гибри́дный (лат. Papaver hybridum) — однолетнее травянистое растение, вид травянистых растений из рода Мак (Papaver) семейства Маковые (Papaveraceae).

## Ботаническое описание
Однолетнее травянистое растение 10—30 см высотой.
Стебель часто от основания ветвистый, угловатый, покрытый длинными полуприжатыми волосками, при основании часто фиолетовый, толстоватый.
Листья обильные, жёстко-шероховато-щетинистые, прикорневые на длинных мохнатых черешках, дважды-, почти трижды-перисто-рассечённые, сегменты яйцевидные, сидячие, доли частые, дольки продолговатые, туповатые. Стеблевые листья сидячие, трёхраздельные, сегменты единожды- или дважды-перисто-рассечённые на линейные, удлинённые, с завёрнутыми вниз краями, островатые или туповатые дольки.
Цветоножки короткие, толстоватые, часто извилистые, прижато-волосистые. Бутоны овально-продолговатые, небольшие, до 10 мм длиной, негусто, но длинно полуприжато-щетинистые, без рожков. Лепестки обратнояйцевидные, небольшие, 15—20 мм длиной (цветки 2—3 см в диаметре), рано опадающие, бледно-винно-красные, с небольшим чёрным пятном при основании. Нити малочисленных тычинок чёрные, кверху постепенно утолщённые; пыльники коротко-овальные, буроватые; пыльца голубая; тычиночный поясок очень узкий, почти незаметный. Рыльце небольшое, выпуклое, с 4—9 лучами. Цветет в апреле — июне.
Плод — широко-овальная, довольно крупная коробочка, 10—14 мм длиной, покрытая жёсткими, отстоящими и часто несколько назад отогнутыми щетинками. Семена чёрные, округлые, с прямоугольной крупной сеткой ячеек.
Описан из Южной Европы.

## Распространение
Северная Европа: Великобритания; Центральная Европа: Венгрия; Южная Европа: Албания, Болгария, Югославия, Греция (включая Крит), Италия (включая Сардинию и Сицилию), Румыния, Франция (включая Корсику), Португалия, Испания (включая Балеарские острова); территория бывшего СССР: Украина (юг и Крым), Кавказ (Армения, Азербайджан, Грузия, Предкавказье, Дагестан), Средняя Азия (Туркменистан); Западная Азия: Афганистан, Кипр, Египет (Синайский полуостров), Иран, Ирак, Израиль, Иордания, Ливан, Сирия, Турция; Африка: Канарские острова.

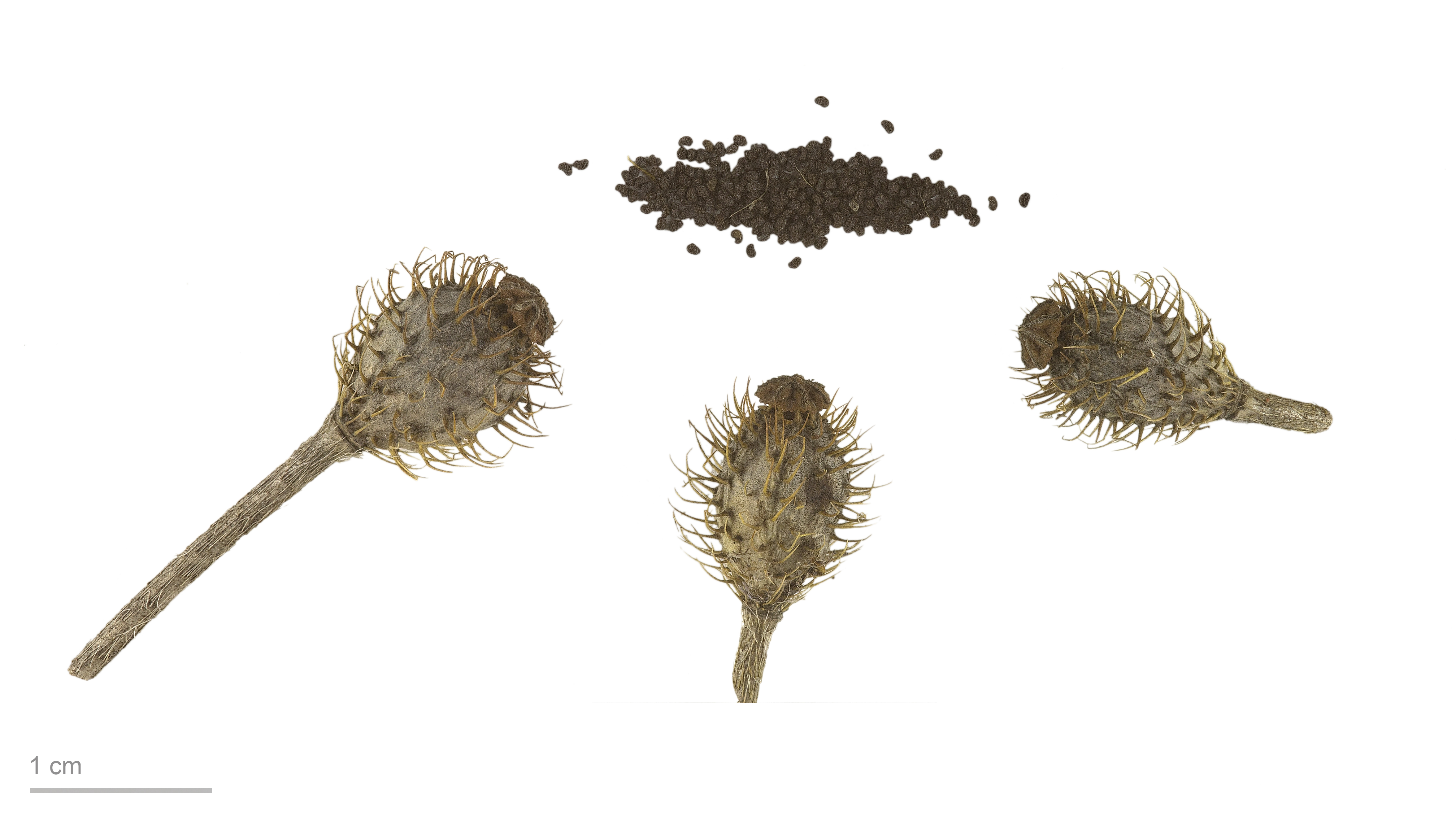
Семена мака гибридного

Растет по сухим склонам, в садах, посевах, на залежах в поясе полупустыни, полустепи и степи.
|                             |  |
| Слева направо: цветок, плод |  |